# Paranesti
Paranesti (griechisch Παρανεστί (n. sg.)) ist seit 2011 eine Gemeinde in der nordostgriechischen Region Ostmakedonien und Thrakien. Die Gemeinde ist in zwei Gemeindebezirke unterteilt. Verwaltungssitz ist der gleichnamige Ort Paranesti.

## Lage
Paranesti ist die nordöstlichste Gemeinde Makedoniens und mit 1028,403 km² die drittgrößte der Region Ostmakedonien und Thrakien. Im Norden grenzt sie an Bulgarien. Angrenzende Gemeinden sind von Osten bis Südosten Myki, Xanthi, Nestos und Kavala, im Süden Doxato und im Westen Drama. Innerhalb des Gebiets befindet sich das Naturschutzgebiet Dasos Fraktou.

## Verwaltungsgliederung
Die Gemeinde wurde nach der Verwaltungsreform 2010 aus dem Zusammenschluss der ehemaligen Gemeinden Nikiforos und Paranesti gebildet. Verwaltungssitz der Gemeinde ist der Ort Paranesti. Die ehemaligen Gemeinden bilden seither Gemeindebezirke. Die Gemeinde ist weiter in 10 Ortsgemeinschaften untergliedert.
| Gemeindebezirk | griechischer Name            | Code   | Fläche (km²) | Einwohner 2011 | Stadtbezirke / Ortsgemeinschaften (Δημοτική / Τοπική Κοινότητα)                        | Lage |
| -------------- | ---------------------------- | ------ | ------------ | -------------- | -------------------------------------------------------------------------------------- | ---- |
| Nikiforos      | Δημοτική Ενότητα Νικηφόρου   | 020402 | 240,924      | 2.805          | Adriani, Ano Pyxari, Nikiforos, Platania, Platanovrysi, Ptelea Platanias, Ypsili Rachi |      |
| Paranesti      | Δημοτική Ενότητα Παρανεστίου | 020401 | 787,479      | 1.096          | Paranesti, Tholos, Silli                                                               |      |
| Gesamt         | Gesamt                       | 0204   | 1028,403     | 3.901          |                                                                                        |      |

## Verkehr
Der Bahnhof von Paranesti liegt an der 1896 eröffneten Bahnstrecke Thessaloniki–Alexandroupoli. Hier fand am 11. Mai 1913 ein schwerer Eisenbahnunfall statt. In einer Steigung entliefen 25 Wagen eines Zuges und kollidierten mit anderen, besetzten Wagen. 150 Menschen starben.